# Pistis Sophia

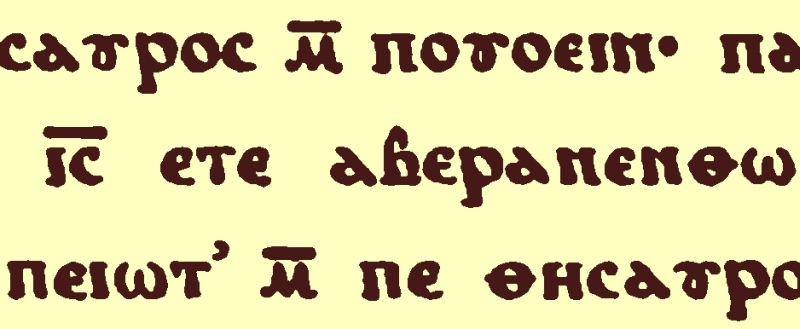
La phrase « Jésus, c'est-à-dire Aberamentho » dans l'original copte d'un extrait de l'œuvre Pistis Sophia Opus Gnosticum Valentino adiudicatum. M. G. Schwartze, Berlin 1851.

La Pistis Sophia est un traité  gnostique, écrit en grec vers 330 par un Grec d'Égypte, conservé dans sa version copte écrite vers 350.

## Découverte et diffusion
La Pistis Sophia (la « Foi et Sagesse » ou « Foi de la Sagesse ») est un compte rendu allégorique de la conception du monde des gnostiques, que C. G. Woide, en 1778, attribua à tort (en référence à un texte de Tertullien) à Valentin lui-même.
Le titre a été inventé par Woide, à partir du nom d'une entité omniprésente dans l'ouvrage. Le titre original est n-teukhos mp-sôtêr, "les rouleaux [livres] du Sauveur".
Le manuscrit de 348 pages, de format in-4°, écrit sur deux colonnes et copié au VIIe ou VIIIe siècle était dans la collection du docteur Anthony Askew. Acheté dans les années 1760, le manuscrit demeura dans l'ombre au British Museum pendant presque un siècle. L'orientaliste français Édouard Dulaurier en fit une copie au cours d'une mission scientifique en Angleterre en 1838. Il fit part de ses observations dans un rapport adressé au ministre de l'Instruction publique en date du 27 septembre 1838. En 1851, le manuscrit fut traduit en latin et en grec. 
Une traduction française fut publiée dans le premier volume du Dictionnaire des Apocryphes (tome 23 de l'Encyclopédie théologique) de Migne, en 1856.
En 1896, les lecteurs britanniques eurent accès à une traduction de G. R. S. Mead, auteur prolifique qui devint le grand vulgarisateur contemporain des hérésies oubliées. Les publications de Mead comprennent les onze volumes Échos de la Gnose (1906-1908), une édition exhaustive de tous les écrits gnostiques alors connus, tandis que The Gnostic John the Baptiser (« Jean-Baptiste le gnostique »), était la traduction des psaumes de la secte mandéenne. Mead faisait consciemment connaître ces textes comme des évangiles cachés : il décrivait la Pistis Sophia comme un évangile gnostique, et le texte fut couramment reconnu comme « une sorte d’évangile issu de quelque secte gnostique des origines ».

## Particularités
La Pistis Sophia fut le commencement de la redécouverte moderne des évangiles gnostiques. Du fait de son élaboration si précise, l’œuvre présente une introduction complète au gnosticisme, y compris bien des aspects qui ont constitué les plus grands pôles d'intérêts dans les textes de  Nag Hammadi. 
La Pistis Sophia prétend faire un compte rendu des échanges que Jésus eut avec ses disciples durant les douze années qui suivirent la Résurrection.
Les disciples et les saintes femmes paraissent tour à tour en scène, et posent des questions à Jésus qui y répond selon les données gnostiques. Ces questions touchent à la cosmogonie, la théorie des émanations, la nature et la hiérarchie des esprits, l'origine du mal.
Les réponses diffèrent radicalement de celles des textes canoniques, que ce soit par la description des puissances spirituelles qui dirigent l'univers, la croyance à la réincarnation, ou l'utilisation fréquente de formules magiques et d'invocations. De nombreuses sections y traitent des étapes au cours desquelles Jésus libère la figure surnaturelle (et féminine) de Sophia, la Sagesse céleste, de ses liens avec l'erreur et le monde matériel ; elle est progressivement réintégrée au ciel dans son statut divin d'antan. 
Les événements décrits se déroulent sur un plan symbolique, mythique et psychologique, ce qui est typique des textes gnostiques, en nette opposition avec l'attachement de l’orthodoxie chrétienne à la réalité historique.
D’une façon très similaire aux textes de Nag Hammadi un siècle plus tard, la Pistis Sophia déclencha une grande vague d’intérêt, en particulier dans les milieux ésotériques.
Sur l'école gnostique à laquelle l'auteur de la Pistis Sophia appartiendrait, les avis divergent. On en a fait successivement Valentin (selon C. G. Woide, 1778), un disciple de Marcos le Mage (selon C. Ch. Bunsen, 1852), un ophite (selon K. R. Köstlin, 1854), un archontique (A. von Harnack, 1891), un gnostique au sens étroit (selon C. Schmidt, 1905) (M. Tardieu et J.-D. Dubois, Introduction à la littérature gnostique, t. I, p. 81-82).

### Le texte
- Pistis Sophia. Ouvrage gnostique de Valentin, trad. É. Amélineau (1895), Archè, Milan, 1975.

### Études
- H. Leisegang, La Gnose (1924), trad., Payot, 1951, p. 237-262.
- M. Tardieu et J.-D. Dubois, Introduction à la littérature gnostique, t. I, Cerf, 1986, p. 65-82.